# Museu Delta Blues
O museu "Delta Blues", localizado em Clarksdale, Mississippi, Estados Unidos, é um museu dedicado a coletar, preservar e fornecer acesso público e conscientização sobre o gênero musical conhecido como "blues". Além de possuir importantes itens relacionados ao blues, o museu também exibe e coleciona arte que retrata a tradição do blues, incluindo obras do escultor Floyd Shaman e do fotógrafo Birney Imes.
O museu está localizado na Estação de Passageiros de Yazoo e Vale do Mississippi, também conhecida como Estação Central de Passageiros de Illinois ou Estação de Passageiros de Clarksdale, que foi construída em 1926 e listada no Registro Nacional de Lugares Históricos em 1995.

## Museu
O museu abriga muitos artefatos relacionados ao blues, notadamente o casebre onde a lenda do blues, Muddy Waters, supostamente vivera em sua juventude, na plantação Stovall, perto de Clarksdale. O casebre foi restaurado para fins de estabilidade estrutural, com o apoio de Isaac Tigrett, proprietário da "House of Blues" (Casa do Blues), e transportada da plantação Stovall, em uma turnê, pelos locais da "House of Blues", antes de ser devolvida ao Mississippi, para o museu, e reconstruída por dentro.
Há um documentário de 30 minutos, de 2003, com o mesmo nome.
Em 2013, uma placa foi colocada do lado de fora do museu, indicando ser o local parte da Mississippi Blues Trail (Rota do Mississipi Blues).
O museu foi visitado por muitas celebridades, como Eric Clapton e Paul Simon. A banda de rock texana ZZ Top, especialmente o vocalista Billy Gibbons, fizeram deste museu seu projeto piloto e arrecadaram milhares de dólares em apoio.
O museu também tem como foco a formação de jovens interessados em aprender a tocar instrumentos musicais.

## Estação ferroviária

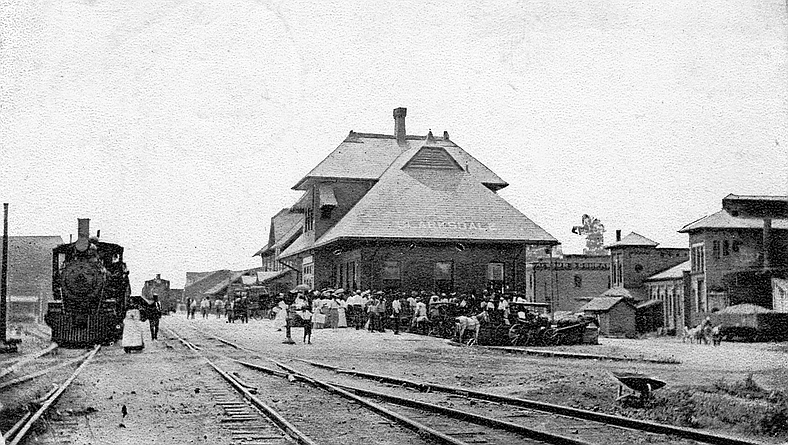
Estação de Passageiros de Clarksdale no início dos anos 1900.

O edifício foi incluído no Registro Nacional de Locais Históricos em 1995. O museu, depois, mudou-se para a antiga estação ferroviária, em 1999. O edifício de tijolos, de cerca de 1918, serviu como estação ferroviária de passageiros da Estação de Yazoo e Vale do Mississippi e, posteriormente, como depósito de carga da Estação Central de Passageiros de Illinois.